# Bob Matheson
Bob Matheson é um ex-jogador profissional de futebol americano estadunidense

## Carreira
Bob Matheson foi campeão da temporada de 1973 da National Football League jogando pelo Miami Dolphins.